# Franziska von Harsdorf
Franziska von Harsdorf (* 14. April 1996 in Berlin, vollständiger Name Natalie Franziska Freiin Harsdorf von Enderndorf) ist eine deutsche Schauspielerin.

## Leben
Franziska von Harsdorf wuchs in Toronto in Kanada auf, wo sie in verschiedenen Schultheater-Produktionen erste Schauspielerfahrungen sammelte. Ab 2016 studierte sie am Max Reinhardt Seminar der Universität für Musik und darstellende Kunst Wien Schauspiel; das Studium schloss sie 2020 ab. Während ihrer Ausbildung stand sie 2018 in Planet der Waffen – Zaun und Zeit am Volx Margareten als Janine Wessel unter der Regie von Sarantos Zervoulakos sowie 2019 in Unter der Haut als Lotte Rosner/Kirsten Eberhardt unter der Regie von Bruno Kratochvil am TheaterArche auf der Bühne.
2020 war sie in der ORF-III-Fernsehdokumentation Habsburgs verkaufte Töchter von Stephanie Ninaus aus der Reihe Erbe Österreich mit Zoë Straub als Marie-Louise von Österreich zu sehen. Ebenfalls 2020 stand sie für Dreharbeiten zur zweiten Staffel der Fernsehserie Der Pass vor der Kamera, in der sie die Rolle der Ermittlerin Yela Antic übernahm, sowie für den Kinospielfilm Égalité von Kida Khodr Ramadan als Schwester Franziska.
Für ihre Darstellung der Doktorandin Sandra Menzel in der im Mai 2021 erstmals ausgestrahlten Folge Verspottung der ZDF-Krimiserie Der Alte wurde sie im September 2021 neben Lea Zoë Voss und Soma Pysall für den New Faces Award in der Kategorie Beste Nachwuchsschauspielerin nominiert. Außerdem drehte sie 2021 für die Folge Und immer gewinnt die Nacht der Krimireihe Tatort aus Bremen, in der sie die Rolle der Vicky Aufhoven verkörperte.
2022 spielte sie im Fernsehfilm Alice an der Seite von Nina Gummich die zarte junge Feministin Antje. 
Im ARD-Krimi Tod in der Bucht – Ein Kreta-Krimi übernahm sie 2023 an der Seite von Naomi Krauss die Rolle der Polizistin Penelope Kalaitzaki.

## Filmografie (Auswahl)
- 2019: Catching Glimpse (Kurzfilm)
- 2020: Erbe Österreich – Habsburgs verkaufte Töchter (Fernsehdokumentation)
- 2020: Große Galizierinnen oder Von Lemberg nach Wien (Dokumentarfilm, Sprecherin)
- 2021: Vote! (Kurzfilm)
- 2021: Der Alte – Verspottung (Fernsehserie)
- 2021: Tatort: Und immer gewinnt die Nacht (Fernsehreihe)
- 2022: Der Pass (Fernsehserie)
- 2022: Alice (Fernsehfilm)
- 2022: Einfach mal was Schönes
- 2024: SOKO Stuttgart – Home Sweet Smart Home (Fernsehserie)
- 2024: Löwenzahn – Römer – Die Botschaft der Amphore (Fernsehserie)
- 2024: Notruf Hafenkante – Achtung, Wolf! (Fernsehserie)
- 2024: Die Spaltung der Welt (sechsteiliges Dokudrama)
- 2025: Großstadtrevier – Im Moment der Angst (Fernsehfilm, ARD)
- 2025: SOKO Leipzig – Pass auf dich auf (Fernsehserie)
- 2025: Tod in der Bucht – Ein Kreta-Krimi (Fernsehfilm)

## Hörspiele
- 2019: Hauptsache Arbeit! (ORF, Regie: Harald Krewer)

## Auszeichnungen und Nominierungen
- 2021: New Faces Award – Nominierung in der Kategorie Beste Nachwuchsschauspielerin für Der Alte – Verspottung[10]
- 2023: Romyverleihung 2023 – Nominierung in der Kategorie Entdeckung weiblich für Einfach mal was Schönes.[15]